# هوپسیکلس
هوپسیکلس ریاضیدان یونانی بود که در نیمه اول سده دوم قبل از میلاد در اسکندریه برآمد. پدرش از معاصران سال‌خوردهٴ آپولونیوس بود. او رسالهٴ معروف به کتاب چهاردهم اصول اقلیدس را نوشت، که حاوی هشت قضیهٴ مربوط به دوازده‌وجهی و بیست‌وجهی منتظم است.
هوپسیکلس مطالعات بیشتری در تصاعدهای عددی انجام داد. از یافته های وی می توان اشاره کرد به «اعداد کثیرالاضلاع به عنوان حاصل جمع تصاعدهای عددی تعریف شده است که قدر نسبت آنها مساوی است با تعداد اضلاع کثیرالاضلاع‌های مربوطه منهای دو».
او رساله‌ای تنجیمی در باب طلوع و غروب ستارگان نوشت. این قدیم‌ترین اثر یونانی است که در آن دائرةالبروج به ۳۶۰ قسمت شده است، هم‌چنین این رساله آخرین کوشش بیهوده در راه حل دقیق مسائلی است که تنها می‌توان آنها را به‌طور تقریب به وسیلهٴ توابع مثلثاتی حل کرد.